# Lista över fornlämningar i Lerums kommun
Lista över fornlämningar i Lerums kommun är en förteckning av ett urval av de fornlämningar som finns i Lerums kommun.

## Lerum
| Namn        | Lämningstyp                      | Tillkomsttid | Historisk indelning  | Plats | Läge                 | ID-nr          | Bild                                      |
| ----------- | -------------------------------- | ------------ | -------------------- | ----- | -------------------- | -------------- | ----------------------------------------- |
| Lerum 1:1   | Hög                              |              | Lerum, Västergötland |       | 57.748457, 12.188430 | 10172200010001 | Ladda upp en bild av detta fornminne      |
| Lerum 6:1   | Stenkammargrav                   |              | Lerum, Västergötland |       | 57.742957, 12.182708 | 10172200060001 | Ladda upp en till bild av detta fornminne |
| Lerum 26:1  | Hällristning                     |              | Lerum, Västergötland |       | 57.772200, 12.296879 | 10172200260001 | Ladda upp en bild av detta fornminne      |
| Lerum 29:1  | Stensättning                     |              | Lerum, Västergötland |       | 57.773964, 12.299533 | 10172200290001 | Ladda upp en bild av detta fornminne      |
| Lerum 34:1  | Hög                              |              | Lerum, Västergötland |       | 57.770621, 12.288392 | 10172200340001 | Ladda upp en bild av detta fornminne      |
| Lerum 52:1  | Stensättning                     |              | Lerum, Västergötland |       | 57.771692, 12.258903 | 10172200520001 | Ladda upp en bild av detta fornminne      |
| Lerum 57:1  | Ristning, medeltid/historisk tid |              | Lerum, Västergötland |       | 57.788828, 12.227465 | 10172200570001 | Ladda upp en bild av detta fornminne      |
| Lerum 63:1  | Stensättning                     |              | Lerum, Västergötland |       | 57.782211, 12.327625 | 10172200630001 | Ladda upp en bild av detta fornminne      |
| Lerum 63:2  | Stensättning                     |              | Lerum, Västergötland |       | 57.781954, 12.327853 | 10172200630002 | Ladda upp en bild av detta fornminne      |
| Lerum 64:1  | Stensättning                     |              | Lerum, Västergötland |       | 57.790204, 12.304787 | 10172200640001 | Ladda upp en bild av detta fornminne      |
| Lerum 64:2  | Stensättning                     |              | Lerum, Västergötland |       | 57.790388, 12.304414 | 10172200640002 | Ladda upp en bild av detta fornminne      |
| Lerum 66:1  | Stensättning                     |              | Lerum, Västergötland |       | 57.772958, 12.260137 | 10172200660001 | Ladda upp en bild av detta fornminne      |
| Lerum 66:2  | Stensättning                     |              | Lerum, Västergötland |       | 57.772544, 12.260414 | 10172200660002 | Ladda upp en bild av detta fornminne      |
| Lerum 66:3  | Stensättning                     |              | Lerum, Västergötland |       | 57.772766, 12.260307 | 10172200660003 | Ladda upp en bild av detta fornminne      |
| Lerum 96:1  | Hällristning                     |              | Lerum, Västergötland |       | 57.773444, 12.299627 | 10172200960001 | Ladda upp en bild av detta fornminne      |
| Lerum 96:2  | Hällristning                     |              | Lerum, Västergötland |       | 57.773429, 12.299610 | 10172200960002 | Ladda upp en bild av detta fornminne      |
| Lerum 96:3  | Hällristning                     |              | Lerum, Västergötland |       | 57.773451, 12.299596 | 10172200960003 | Ladda upp en bild av detta fornminne      |
| Lerum 114:1 | Stensättning                     |              | Lerum, Västergötland |       | 57.791560, 12.284477 | 10172201140001 | Ladda upp en bild av detta fornminne      |
| Lerum 120:1 | Stensättning                     |              | Lerum, Västergötland |       | 57.789748, 12.305164 | 10172201200001 | Ladda upp en bild av detta fornminne      |
| Lerum 123:1 | Stensättning                     |              | Lerum, Västergötland |       | 57.739470, 12.201720 | 10172201230001 | Ladda upp en bild av detta fornminne      |
| Lerum 140:1 | Stensättning                     |              | Lerum, Västergötland |       | 57.777954, 12.287921 | 10172201400001 | Ladda upp en bild av detta fornminne      |

## Skallsjö
| Namn                      | Lämningstyp                 | Tillkomsttid | Historisk indelning     | Plats | Läge                 | ID-nr          | Bild                                      |
| ------------------------- | --------------------------- | ------------ | ----------------------- | ----- | -------------------- | -------------- | ----------------------------------------- |
| Skallsjö 1:1              | Gravfält                    |              | Skallsjö, Västergötland |       | 57.797218, 12.330456 | 10176800010001 | Ladda upp en bild av detta fornminne      |
| Skallsjö 21:1             | Kyrka/kapell                |              | Skallsjö, Västergötland |       | 57.794376, 12.351436 | 10176800210001 | Ladda upp en till bild av detta fornminne |
| Skallsjö 21:2             | Begravningsplats            |              | Skallsjö, Västergötland |       | 57.794230, 12.351287 | 10176800210002 | Ladda upp en bild av detta fornminne      |
| Skallsjö 23:1             | Stenkrets                   |              | Skallsjö, Västergötland |       | 57.796999, 12.356600 | 10176800230001 | Ladda upp en bild av detta fornminne      |
| Skallsjö 23:2             | Grav markerad av sten/block |              | Skallsjö, Västergötland |       | 57.797283, 12.357147 | 10176800230002 | Ladda upp en bild av detta fornminne      |
| Skallsjö 30:1             | Stenkrets                   |              | Skallsjö, Västergötland |       | 57.785484, 12.388184 | 10176800300001 | Ladda upp en bild av detta fornminne      |
| Skallsjö 30:2             | Grav markerad av sten/block |              | Skallsjö, Västergötland |       | 57.785563, 12.388306 | 10176800300002 | Ladda upp en bild av detta fornminne      |
| Skallsjö 34:1             | Stenkammargrav              |              | Skallsjö, Västergötland |       | 57.834707, 12.390397 | 10176800340001 | Ladda upp en bild av detta fornminne      |
| Skallsjö 34:2             | Röse                        |              | Skallsjö, Västergötland |       | 57.834710, 12.390639 | 10176800340002 | Ladda upp en bild av detta fornminne      |
| Skallsjö 35:1             | Stenkammargrav              |              | Skallsjö, Västergötland |       | 57.823362, 12.376814 | 10176800350001 | Ladda upp en bild av detta fornminne      |
| Skallsjö 37:1             | Stensättning                |              | Skallsjö, Västergötland |       | 57.832311, 12.402233 | 10176800370001 | Ladda upp en bild av detta fornminne      |
| Skallsjö 38:1             | Stenkammargrav              |              | Skallsjö, Västergötland |       | 57.833852, 12.405360 | 10176800380001 | Ladda upp en bild av detta fornminne      |
| Skallsjö 41:1             | Gravfält                    |              | Skallsjö, Västergötland |       | 57.811410, 12.388109 | 10176800410001 | Ladda upp en bild av detta fornminne      |
| Skallsjö 42:1             | Stensättning                |              | Skallsjö, Västergötland |       | 57.823885, 12.397800 | 10176800420001 | Ladda upp en bild av detta fornminne      |
| Skallsjö 43:1             | Stensättning                |              | Skallsjö, Västergötland |       | 57.822580, 12.397174 | 10176800430001 | Ladda upp en bild av detta fornminne      |
| Skallsjö 43:2             | Stensättning                |              | Skallsjö, Västergötland |       | 57.822680, 12.397424 | 10176800430002 | Ladda upp en bild av detta fornminne      |
| Skallsjö 43:3             | Stensättning                |              | Skallsjö, Västergötland |       | 57.822787, 12.397696 | 10176800430003 | Ladda upp en bild av detta fornminne      |
| Skallsjö 44:1             | Stensättning                |              | Skallsjö, Västergötland |       | 57.827081, 12.412572 | 10176800440001 | Ladda upp en bild av detta fornminne      |
| Skallsjö 45:1             | Stensättning                |              | Skallsjö, Västergötland |       | 57.828899, 12.419661 | 10176800450001 | Ladda upp en bild av detta fornminne      |
| Skallsjö 50:1             | Hällristning                |              | Skallsjö, Västergötland |       | 57.827926, 12.385672 | 10176800500001 | Ladda upp en bild av detta fornminne      |
| Skallsjö 51:1             | Stensättning                |              | Skallsjö, Västergötland |       | 57.820187, 12.430716 | 10176800510001 | Ladda upp en bild av detta fornminne      |
| Skallsjö 53:1             | Stensättning                |              | Skallsjö, Västergötland |       | 57.811784, 12.405635 | 10176800530001 | Ladda upp en bild av detta fornminne      |
| Skallsjö 57:1             | Röse                        |              | Skallsjö, Västergötland |       | 57.808051, 12.392739 | 10176800570001 | Ladda upp en bild av detta fornminne      |
| Skallsjö 57:2             | Stensättning                |              | Skallsjö, Västergötland |       | 57.807916, 12.392673 | 10176800570002 | Ladda upp en bild av detta fornminne      |
| Skallsjö 57:3             | Hällristning                |              | Skallsjö, Västergötland |       | 57.807837, 12.392564 | 10176800570003 | Ladda upp en bild av detta fornminne      |
| Skallsjö 58:1             | Röse                        |              | Skallsjö, Västergötland |       | 57.807578, 12.393185 | 10176800580001 | Ladda upp en bild av detta fornminne      |
| Skallsjö 60:1             | Stensättning                |              | Skallsjö, Västergötland |       | 57.803441, 12.379753 | 10176800600001 | Ladda upp en bild av detta fornminne      |
| Skallsjö 61:1             | Stensättning                |              | Skallsjö, Västergötland |       | 57.825205, 12.376358 | 10176800610001 | Ladda upp en bild av detta fornminne      |
| Skallsjö 62:1             | Hög                         |              | Skallsjö, Västergötland |       | 57.832013, 12.391578 | 10176800620001 | Ladda upp en bild av detta fornminne      |
| Skallsjö 62:2             | Stensättning                |              | Skallsjö, Västergötland |       | 57.832030, 12.391903 | 10176800620002 | Ladda upp en bild av detta fornminne      |
| Skallsjö 62:3             | Hög                         |              | Skallsjö, Västergötland |       | 57.832005, 12.391275 | 10176800620003 | Ladda upp en bild av detta fornminne      |
| Pikenborg (Skallsjö 64:1) | Fornborg                    |              | Skallsjö, Västergötland |       | 57.852342, 12.419380 | 10176800640001 | Ladda upp en bild av detta fornminne      |
| Skallsjö 68:1             | Stensättning                |              | Skallsjö, Västergötland |       | 57.818542, 12.351636 | 10176800680001 | Ladda upp en bild av detta fornminne      |
| Skallsjö 68:2             | Stensättning                |              | Skallsjö, Västergötland |       | 57.818632, 12.351705 | 10176800680002 | Ladda upp en bild av detta fornminne      |
| Skallsjö 84:1             | Hällristning                |              | Skallsjö, Västergötland |       | 57.798706, 12.364568 | 10176800840001 | Ladda upp en bild av detta fornminne      |
| Skallsjö 85:1             | Hällristning                |              | Skallsjö, Västergötland |       | 57.795272, 12.340349 | 10176800850001 | Ladda upp en bild av detta fornminne      |
| Skallsjö 86:1             | Hällristning                |              | Skallsjö, Västergötland |       | 57.815008, 12.390591 | 10176800860001 | Ladda upp en bild av detta fornminne      |
| Skallsjö 98:1             | Hällristning                |              | Skallsjö, Västergötland |       | 57.808787, 12.394370 | 10176800980001 | Ladda upp en bild av detta fornminne      |
| Skallsjö 100:2            | Stensättning                |              | Skallsjö, Västergötland |       | 57.828882, 12.385753 | 10176801000002 | Ladda upp en bild av detta fornminne      |
| Skallsjö 134:1            | Hällristning                |              | Skallsjö, Västergötland |       | 57.811010, 12.389380 | 10176801340001 | Ladda upp en bild av detta fornminne      |
| Skallsjö 135:1            | Stensättning                |              | Skallsjö, Västergötland |       | 57.823302, 12.396570 | 10176801350001 | Ladda upp en bild av detta fornminne      |
| Skallsjö 139:1            | Hällristning                |              | Skallsjö, Västergötland |       | 57.806637, 12.389077 | 10176801390001 | Ladda upp en bild av detta fornminne      |
| Skallsjö 140:1            | Stensättning                |              | Skallsjö, Västergötland |       | 57.806070, 12.391278 | 10176801400001 | Ladda upp en bild av detta fornminne      |
| Skallsjö 141:1            | Hög                         |              | Skallsjö, Västergötland |       | 57.831721, 12.390130 | 10176801410001 | Ladda upp en bild av detta fornminne      |
| Skallsjö 141:2            | Hög                         |              | Skallsjö, Västergötland |       | 57.831833, 12.390702 | 10176801410002 | Ladda upp en bild av detta fornminne      |
| Skallsjö 141:3            | Hällristning                |              | Skallsjö, Västergötland |       | 57.831824, 12.390303 | 10176801410003 | Ladda upp en bild av detta fornminne      |
| Skallsjö 142:1            | Stensättning                |              | Skallsjö, Västergötland |       | 57.851158, 12.418892 | 10176801420001 | Ladda upp en bild av detta fornminne      |
| Skallsjö 149:1            | Grav markerad av sten/block |              | Skallsjö, Västergötland |       | 57.797930, 12.330995 | 10176801490001 | Ladda upp en bild av detta fornminne      |
| Skallsjö 204:1            | Hällristning                |              | Skallsjö, Västergötland |       | 57.806011, 12.441314 | 10176802040001 | Ladda upp en bild av detta fornminne      |
| Skallsjö 207              | Stensättning                |              | Skallsjö, Västergötland |       | 57.841399, 12.423444 | 12000000080717 | Ladda upp en bild av detta fornminne      |
| Skallsjö 208              | Lägenhetsbebyggelse         |              | Skallsjö, Västergötland |       | 57.847686, 12.420967 | 12000000080718 | Ladda upp en bild av detta fornminne      |
| Skallsjö 210              | Stensättning                |              | Skallsjö, Västergötland |       | 57.786557, 12.388538 | 12000000083000 | Ladda upp en bild av detta fornminne      |
| Skallsjö 229              | Lägenhetsbebyggelse         |              | Skallsjö, Västergötland |       | 57.768879, 12.441378 | 12000000097886 | Ladda upp en bild av detta fornminne      |

## Stora Lundby
| Namn                                | Lämningstyp                 | Tillkomsttid | Historisk indelning         | Plats | Läge                 | ID-nr          | Bild                                      |
| ----------------------------------- | --------------------------- | ------------ | --------------------------- | ----- | -------------------- | -------------- | ----------------------------------------- |
| Stora Lundby 1:1                    | Gravfält                    |              | Stora Lundby, Västergötland |       | 57.843129, 12.309277 | 10177900010001 | Ladda upp en till bild av detta fornminne |
| Stora Lundby 2:1                    | Gravfält                    |              | Stora Lundby, Västergötland |       | 57.843917, 12.310260 | 10177900020001 | Ladda upp en till bild av detta fornminne |
| Stora Lundby 3:1                    | Stensättning                |              | Stora Lundby, Västergötland |       | 57.842549, 12.306100 | 10177900030001 | Ladda upp en bild av detta fornminne      |
| Stora Lundby 3:2                    | Stensättning                |              | Stora Lundby, Västergötland |       | 57.842321, 12.305758 | 10177900030002 | Ladda upp en bild av detta fornminne      |
| Stora Lundby 3:3                    | Hög                         |              | Stora Lundby, Västergötland |       | 57.842290, 12.305438 | 10177900030003 | Ladda upp en bild av detta fornminne      |
| 1) Kungahålan (Stora Lundby 4:2)    | Stensättning                |              | Stora Lundby, Västergötland |       | 57.843443, 12.302564 | 10177900040002 | Ladda upp en bild av detta fornminne      |
| Stora Lundby 5:1                    | Stensättning                |              | Stora Lundby, Västergötland |       | 57.842466, 12.301879 | 10177900050001 | Ladda upp en bild av detta fornminne      |
| Stora Lundby 5:2                    | Stensättning                |              | Stora Lundby, Västergötland |       | 57.842685, 12.301813 | 10177900050002 | Ladda upp en bild av detta fornminne      |
| Stora Lundby 9:1                    | Stensättning                |              | Stora Lundby, Västergötland |       | 57.842902, 12.305399 | 10177900090001 | Ladda upp en bild av detta fornminne      |
| Stora Lundby 9:2                    | Stensättning                |              | Stora Lundby, Västergötland |       | 57.842762, 12.305066 | 10177900090002 | Ladda upp en bild av detta fornminne      |
| Stora Lundby 10:1                   | Stensättning                |              | Stora Lundby, Västergötland |       | 57.842270, 12.304177 | 10177900100001 | Ladda upp en bild av detta fornminne      |
| Stora Lundby 10:2                   | Stensättning                |              | Stora Lundby, Västergötland |       | 57.842345, 12.303756 | 10177900100002 | Ladda upp en bild av detta fornminne      |
| Stora Lundby 10:3                   | Stensättning                |              | Stora Lundby, Västergötland |       | 57.842457, 12.303360 | 10177900100003 | Ladda upp en bild av detta fornminne      |
| Stora Lundby 10:4                   | Grav markerad av sten/block |              | Stora Lundby, Västergötland |       | 57.842359, 12.303010 | 10177900100004 | Ladda upp en bild av detta fornminne      |
| Stora Lundby 11:1                   | Gravfält                    |              | Stora Lundby, Västergötland |       | 57.841384, 12.303248 | 10177900110001 | Ladda upp en bild av detta fornminne      |
| Stora Lundby 12:1                   | Gravfält                    |              | Stora Lundby, Västergötland |       | 57.840520, 12.303256 | 10177900120001 | Ladda upp en bild av detta fornminne      |
| Stora Lundby 13:1                   | Begravningsplats            |              | Stora Lundby, Västergötland |       | 57.842418, 12.299683 | 10177900130001 | Ladda upp en bild av detta fornminne      |
| Stora Lundby 14:1                   | Stensättning                |              | Stora Lundby, Västergötland |       | 57.850947, 12.299731 | 10177900140001 | Ladda upp en bild av detta fornminne      |
| Stora Lundby 17:1                   | Hög                         |              | Stora Lundby, Västergötland |       | 57.832949, 12.234484 | 10177900170001 | Ladda upp en bild av detta fornminne      |
| Stora Lundby 22:1                   | Stensättning                |              | Stora Lundby, Västergötland |       | 57.817263, 12.224300 | 10177900220001 | Ladda upp en bild av detta fornminne      |
| Korpakullen (Stora Lundby 23:1)     | Hög                         |              | Stora Lundby, Västergötland |       | 57.826674, 12.296106 | 10177900230001 | Ladda upp en bild av detta fornminne      |
| Stora Lundby 24:1                   | Stenkammargrav              |              | Stora Lundby, Västergötland |       | 57.845693, 12.355886 | 10177900240001 | Ladda upp en bild av detta fornminne      |
| Stora Lundby 25:1                   | Stenkammargrav              |              | Stora Lundby, Västergötland |       | 57.816882, 12.314924 | 10177900250001 | Ladda upp en bild av detta fornminne      |
| Stora Lundby 31:1                   | Stenkrets                   |              | Stora Lundby, Västergötland |       | 57.854913, 12.397690 | 10177900310001 | Ladda upp en bild av detta fornminne      |
| Stora Lundby 32:1                   | Röse                        |              | Stora Lundby, Västergötland |       | 57.862730, 12.392534 | 10177900320001 | Ladda upp en bild av detta fornminne      |
| Stora Lundby 33:1                   | Stenkammargrav              |              | Stora Lundby, Västergötland |       | 57.862338, 12.392174 | 10177900330001 | Ladda upp en bild av detta fornminne      |
| 1) Stora Varpet (Stora Lundby 34:1) | Röse                        |              | Stora Lundby, Västergötland |       | 57.870879, 12.212407 | 10177900340001 | Ladda upp en bild av detta fornminne      |
| 1) Lilla Varpet (Stora Lundby 35:1) | Röse                        |              | Stora Lundby, Västergötland |       | 57.866060, 12.222387 | 10177900350001 | Ladda upp en bild av detta fornminne      |
| 1) Lilla Varpet (Stora Lundby 35:2) | Stensättning                |              | Stora Lundby, Västergötland |       | 57.865941, 12.221976 | 10177900350002 | Ladda upp en bild av detta fornminne      |
| 1) Lilla Varpet (Stora Lundby 35:3) | Stensättning                |              | Stora Lundby, Västergötland |       | 57.866088, 12.221420 | 10177900350003 | Ladda upp en bild av detta fornminne      |
| Stora Lundby 36:1                   | Stenkrets                   |              | Stora Lundby, Västergötland |       | 57.841826, 12.394463 | 10177900360001 | Ladda upp en bild av detta fornminne      |
| Stora Lundby 36:2                   | Stenkrets                   |              | Stora Lundby, Västergötland |       | 57.841947, 12.394313 | 10177900360002 | Ladda upp en bild av detta fornminne      |
| Stora Lundby 37:1                   | Stensättning                |              | Stora Lundby, Västergötland |       | 57.844358, 12.391087 | 10177900370001 | Ladda upp en bild av detta fornminne      |
| Stora Lundby 37:2                   | Stensättning                |              | Stora Lundby, Västergötland |       | 57.844452, 12.391307 | 10177900370002 | Ladda upp en bild av detta fornminne      |
| Stora Lundby 37:3                   | Stensättning                |              | Stora Lundby, Västergötland |       | 57.844223, 12.392050 | 10177900370003 | Ladda upp en bild av detta fornminne      |
| Stora Lundby 38:1                   | Stensättning                |              | Stora Lundby, Västergötland |       | 57.845450, 12.394096 | 10177900380001 | Ladda upp en bild av detta fornminne      |
| Stora Lundby 42:1                   | Stensättning                |              | Stora Lundby, Västergötland |       | 57.851936, 12.334776 | 10177900420001 | Ladda upp en bild av detta fornminne      |
| Stora Lundby 43:1                   | Stensättning                |              | Stora Lundby, Västergötland |       | 57.839899, 12.353785 | 10177900430001 | Ladda upp en bild av detta fornminne      |
| Stora Lundby 44:1                   | Röse                        |              | Stora Lundby, Västergötland |       | 57.838607, 12.357491 | 10177900440001 | Ladda upp en bild av detta fornminne      |
| Stora Lundby 44:2                   | Röse                        |              | Stora Lundby, Västergötland |       | 57.838695, 12.357799 | 10177900440002 | Ladda upp en bild av detta fornminne      |
| Stora Lundby 48:1                   | Hög                         |              | Stora Lundby, Västergötland |       | 57.829222, 12.286834 | 10177900480001 | Ladda upp en bild av detta fornminne      |
| Stora Lundby 48:2                   | Stensättning                |              | Stora Lundby, Västergötland |       | 57.829237, 12.286493 | 10177900480002 | Ladda upp en bild av detta fornminne      |
| Stora Lundby 51:1                   | Gravfält                    |              | Stora Lundby, Västergötland |       | 57.823325, 12.202520 | 10177900510001 | Ladda upp en bild av detta fornminne      |
| Stora Lundby 53:1                   | Röse                        |              | Stora Lundby, Västergötland |       | 57.852119, 12.192605 | 10177900530001 | Ladda upp en bild av detta fornminne      |
| Stora Lundby 202:1                  | Stensättning                |              | Stora Lundby, Västergötland |       | 57.871427, 12.212404 | 10177902020001 | Ladda upp en bild av detta fornminne      |
| Stora Lundby 204:1                  | Röse                        |              | Stora Lundby, Västergötland |       | 57.870904, 12.215264 | 10177902040001 | Ladda upp en bild av detta fornminne      |
| Stora Lundby 208:1                  | Stensättning                |              | Stora Lundby, Västergötland |       | 57.837199, 12.241885 | 10177902080001 | Ladda upp en bild av detta fornminne      |
| Stora Lundby 208:2                  | Stensättning                |              | Stora Lundby, Västergötland |       | 57.837191, 12.241246 | 10177902080002 | Ladda upp en bild av detta fornminne      |
| Stora Lundby 208:3                  | Stenkrets                   |              | Stora Lundby, Västergötland |       | 57.837141, 12.241722 | 10177902080003 | Ladda upp en bild av detta fornminne      |
| Stora Lundby 226:1                  | Stensättning                |              | Stora Lundby, Västergötland |       | 57.815265, 12.219952 | 10177902260001 | Ladda upp en bild av detta fornminne      |
| Stora Lundby 227:1                  | Stensättning                |              | Stora Lundby, Västergötland |       | 57.818910, 12.263348 | 10177902270001 | Ladda upp en bild av detta fornminne      |
| Stora Lundby 233:1                  | Hällristning                |              | Stora Lundby, Västergötland |       | 57.828848, 12.290493 | 10177902330001 | Ladda upp en bild av detta fornminne      |
| Stora Lundby 248:1                  | Stensättning                |              | Stora Lundby, Västergötland |       | 57.846673, 12.346870 | 10177902480001 | Ladda upp en bild av detta fornminne      |
| Stora Lundby 248:2                  | Stensättning                |              | Stora Lundby, Västergötland |       | 57.846594, 12.346682 | 10177902480002 | Ladda upp en bild av detta fornminne      |
| Stora Lundby 267:1                  | Stensättning                |              | Stora Lundby, Västergötland |       | 57.840781, 12.361145 | 10177902670001 | Ladda upp en bild av detta fornminne      |
| Stora Lundby 268:1                  | Stensättning                |              | Stora Lundby, Västergötland |       | 57.839529, 12.354518 | 10177902680001 | Ladda upp en bild av detta fornminne      |
| Stora Lundby 282:1                  | Hällristning                |              | Stora Lundby, Västergötland |       | 57.845234, 12.385144 | 10177902820001 | Ladda upp en bild av detta fornminne      |
| Stora Lundby 282:2                  | Hällristning                |              | Stora Lundby, Västergötland |       | 57.845365, 12.385128 | 10177902820002 | Ladda upp en bild av detta fornminne      |
| Stora Lundby 287:1                  | Stensättning                |              | Stora Lundby, Västergötland |       | 57.841902, 12.388435 | 10177902870001 | Ladda upp en bild av detta fornminne      |
| Stora Lundby 287:2                  | Stensättning                |              | Stora Lundby, Västergötland |       | 57.841996, 12.388480 | 10177902870002 | Ladda upp en bild av detta fornminne      |
| Stora Lundby 289:1                  | Stensättning                |              | Stora Lundby, Västergötland |       | 57.854876, 12.396807 | 10177902890001 | Ladda upp en bild av detta fornminne      |
| Stora Lundby 290:1                  | Stensättning                |              | Stora Lundby, Västergötland |       | 57.854604, 12.370690 | 10177902900001 | Ladda upp en bild av detta fornminne      |
| Stora Lundby 291:1                  | Stensättning                |              | Stora Lundby, Västergötland |       | 57.855313, 12.370432 | 10177902910001 | Ladda upp en bild av detta fornminne      |
| Stora Lundby 292:1                  | Stensättning                |              | Stora Lundby, Västergötland |       | 57.856010, 12.374932 | 10177902920001 | Ladda upp en bild av detta fornminne      |
| Stora Lundby 300:1                  | Stensättning                |              | Stora Lundby, Västergötland |       | 57.850363, 12.395473 | 10177903000001 | Ladda upp en bild av detta fornminne      |
| Stora Lundby 301:1                  | Stensättning                |              | Stora Lundby, Västergötland |       | 57.855364, 12.399790 | 10177903010001 | Ladda upp en bild av detta fornminne      |
| Stora Lundby 302:1                  | Stensättning                |              | Stora Lundby, Västergötland |       | 57.859503, 12.393430 | 10177903020001 | Ladda upp en bild av detta fornminne      |
| Stora Lundby 304:1                  | Stensättning                |              | Stora Lundby, Västergötland |       | 57.853812, 12.406878 | 10177903040001 | Ladda upp en bild av detta fornminne      |
| Stora Lundby 304:2                  | Stensättning                |              | Stora Lundby, Västergötland |       | 57.853741, 12.406719 | 10177903040002 | Ladda upp en bild av detta fornminne      |
| Stora Lundby 305:1                  | Stensättning                |              | Stora Lundby, Västergötland |       | 57.852812, 12.406316 | 10177903050001 | Ladda upp en bild av detta fornminne      |
| Stora Lundby 305:2                  | Stensättning                |              | Stora Lundby, Västergötland |       | 57.852841, 12.406060 | 10177903050002 | Ladda upp en bild av detta fornminne      |
| Stora Lundby 305:3                  | Grav markerad av sten/block |              | Stora Lundby, Västergötland |       | 57.853020, 12.405821 | 10177903050003 | Ladda upp en bild av detta fornminne      |
| Stora Lundby 305:4                  | Grav markerad av sten/block |              | Stora Lundby, Västergötland |       | 57.853112, 12.405829 | 10177903050004 | Ladda upp en bild av detta fornminne      |
| Stora Lundby 308:1                  | Stensättning                |              | Stora Lundby, Västergötland |       | 57.863325, 12.405098 | 10177903080001 | Ladda upp en bild av detta fornminne      |
| Stora Lundby 318:1                  | Stensättning                |              | Stora Lundby, Västergötland |       | 57.842844, 12.302492 | 10177903180001 | Ladda upp en bild av detta fornminne      |
| Stora Lundby 364                    | Stensättning                |              | Stora Lundby, Västergötland |       | 57.853941, 12.372377 | 12000000080709 | Ladda upp en bild av detta fornminne      |
| Stora Lundby 365                    | Stensättning                |              | Stora Lundby, Västergötland |       | 57.857236, 12.373814 | 12000000080711 | Ladda upp en bild av detta fornminne      |
| Stora Lundby 371                    | Stensättning                |              | Stora Lundby, Västergötland |       | 57.857939, 12.370498 | 12000000082025 | Ladda upp en bild av detta fornminne      |

## Östad
| Namn                     | Lämningstyp                 | Tillkomsttid | Historisk indelning  | Plats | Läge                 | ID-nr          | Bild                                 |
| ------------------------ | --------------------------- | ------------ | -------------------- | ----- | -------------------- | -------------- | ------------------------------------ |
| Östad 4:1                | Stensättning                |              | Östad, Västergötland |       | 57.919472, 12.374447 | 10184000040001 | Ladda upp en bild av detta fornminne |
| Östad 5:1                | Röse                        |              | Östad, Västergötland |       | 57.920164, 12.380979 | 10184000050001 | Ladda upp en bild av detta fornminne |
| Östad 5:2                | Röse                        |              | Östad, Västergötland |       | 57.920562, 12.380872 | 10184000050002 | Ladda upp en bild av detta fornminne |
| Östad 6:1                | Röse                        |              | Östad, Västergötland |       | 57.920640, 12.382073 | 10184000060001 | Ladda upp en bild av detta fornminne |
| Östad 7:1                | Stensättning                |              | Östad, Västergötland |       | 57.919735, 12.380167 | 10184000070001 | Ladda upp en bild av detta fornminne |
| Östad 8:1                | Stensättning                |              | Östad, Västergötland |       | 57.921783, 12.379484 | 10184000080001 | Ladda upp en bild av detta fornminne |
| Östad 8:2                | Röse                        |              | Östad, Västergötland |       | 57.922034, 12.379203 | 10184000080002 | Ladda upp en bild av detta fornminne |
| Östad 8:3                | Stensättning                |              | Östad, Västergötland |       | 57.922176, 12.379330 | 10184000080003 | Ladda upp en bild av detta fornminne |
| Östad 9:1                | Stensättning                |              | Östad, Västergötland |       | 57.924197, 12.371063 | 10184000090001 | Ladda upp en bild av detta fornminne |
| Östad 9:2                | Stensättning                |              | Östad, Västergötland |       | 57.924291, 12.371283 | 10184000090002 | Ladda upp en bild av detta fornminne |
| Östad 10:1               | Gravfält                    |              | Östad, Västergötland |       | 57.929875, 12.366656 | 10184000100001 | Ladda upp en bild av detta fornminne |
| Östad 12:1               | Begravningsplats            |              | Östad, Västergötland |       | 57.926593, 12.367563 | 10184000120001 | Ladda upp en bild av detta fornminne |
| Östad 13:1               | Stensättning                |              | Östad, Västergötland |       | 57.917198, 12.394272 | 10184000130001 | Ladda upp en bild av detta fornminne |
| Östad 14:1               | Stenkrets                   |              | Östad, Västergötland |       | 57.917493, 12.397236 | 10184000140001 | Ladda upp en bild av detta fornminne |
| Östad 15:1               | Stenkammargrav              |              | Östad, Västergötland |       | 57.939438, 12.359410 | 10184000150001 | Ladda upp en bild av detta fornminne |
| Östad 16:1               | Röse                        |              | Östad, Västergötland |       | 57.926911, 12.379966 | 10184000160001 | Ladda upp en bild av detta fornminne |
| Gröna tuvan (Östad 17:1) | Hög                         |              | Östad, Västergötland |       | 57.926229, 12.391726 | 10184000170001 | Ladda upp en bild av detta fornminne |
| Burs kista (Östad 18:1)  | Stenkammargrav              |              | Östad, Västergötland |       | 57.927320, 12.390422 | 10184000180001 | Ladda upp en bild av detta fornminne |
| Östad 32:1               | Stensättning                |              | Östad, Västergötland |       | 57.937240, 12.375881 | 10184000320001 | Ladda upp en bild av detta fornminne |
| Östad 33:1               | Stensättning                |              | Östad, Västergötland |       | 57.937638, 12.377058 | 10184000330001 | Ladda upp en bild av detta fornminne |
| Östad 48:1               | Stenkrets                   |              | Östad, Västergötland |       | 57.916821, 12.336530 | 10184000480001 | Ladda upp en bild av detta fornminne |
| Östad 48:2               | Stensättning                |              | Östad, Västergötland |       | 57.916869, 12.336256 | 10184000480002 | Ladda upp en bild av detta fornminne |
| Östad 48:3               | Stensättning                |              | Östad, Västergötland |       | 57.916979, 12.335903 | 10184000480003 | Ladda upp en bild av detta fornminne |
| Östad 49:1               | Stenkrets                   |              | Östad, Västergötland |       | 57.918385, 12.336796 | 10184000490001 | Ladda upp en bild av detta fornminne |
| Östad 49:2               | Stenkrets                   |              | Östad, Västergötland |       | 57.918579, 12.336778 | 10184000490002 | Ladda upp en bild av detta fornminne |
| Östad 50:1               | Begravningsplats            |              | Östad, Västergötland |       | 57.929269, 12.343932 | 10184000500001 | Ladda upp en bild av detta fornminne |
| Östad 51:1               | Hög                         |              | Östad, Västergötland |       | 57.925266, 12.337658 | 10184000510001 | Ladda upp en bild av detta fornminne |
| Östad 54:1               | Gravfält                    |              | Östad, Västergötland |       | 57.925192, 12.356658 | 10184000540001 | Ladda upp en bild av detta fornminne |
| Pyggstenen (Östad 55:1)  | Grav markerad av sten/block |              | Östad, Västergötland |       | 57.924996, 12.355354 | 10184000550001 | Ladda upp en bild av detta fornminne |
| Östad 56:1               | Gravfält                    |              | Östad, Västergötland |       | 57.924524, 12.355110 | 10184000560001 | Ladda upp en bild av detta fornminne |
| Östad 57:1               | Stensättning                |              | Östad, Västergötland |       | 57.924129, 12.356226 | 10184000570001 | Ladda upp en bild av detta fornminne |
| Östad 58:1               | Gravfält                    |              | Östad, Västergötland |       | 57.923687, 12.352337 | 10184000580001 | Ladda upp en bild av detta fornminne |
| Östad 59:1               | Stensättning                |              | Östad, Västergötland |       | 57.922887, 12.352665 | 10184000590001 | Ladda upp en bild av detta fornminne |
| Östad 70:1               | Stensättning                |              | Östad, Västergötland |       | 57.926140, 12.356759 | 10184000700001 | Ladda upp en bild av detta fornminne |
| Östad 71:1               | Stensättning                |              | Östad, Västergötland |       | 57.917519, 12.335836 | 10184000710001 | Ladda upp en bild av detta fornminne |
| Östad 161:1              | Stensättning                |              | Östad, Västergötland |       | 57.914751, 12.324740 | 10184001610001 | Ladda upp en bild av detta fornminne |
| Östad 162:1              | Stensättning                |              | Östad, Västergötland |       | 57.920597, 12.337070 | 10184001620001 | Ladda upp en bild av detta fornminne |
| Östad 168:1              | Stensättning                |              | Östad, Västergötland |       | 57.923214, 12.368695 | 10184001680001 | Ladda upp en bild av detta fornminne |
| Östad 168:2              | Stensättning                |              | Östad, Västergötland |       | 57.923057, 12.368673 | 10184001680002 | Ladda upp en bild av detta fornminne |
| Östad 168:3              | Stensättning                |              | Östad, Västergötland |       | 57.923121, 12.369018 | 10184001680003 | Ladda upp en bild av detta fornminne |